# Malungs finnmark
Malungs finnmark är ett finnskogsområde i Malungs socken i Dalarna, omfattande en stor del av Tiomilaskogen.
Från Malungs finnmark kom fiolspelmannen Lejsme Per Larsson (1822-1907).